# Linum prostratum
Linum prostratum là một loài thực vật có hoa trong họ Linaceae. Loài này được Dombey ex Lam. mô tả khoa học đầu tiên năm 1791.